# John Fortune
John Fortune (30 de junio de 1939 - 31 de diciembre de 2013). Fue un escritor satírico, comediante, escritor y actor británico, más conocido por su trabajo con John Bird y Rory Bremner en la serie de televisiva Bremner, Bird and Fortune. Fue educado en Bristol Cathedral School y Kings College, Cambridge, donde se reunió y formó una amistad duradera con John Bird.

## Biografía
Fortune nació como John Wood en Bristol en 1939. Su carrera temprana incluyó contribuciones al equipo Establishment Club de Peter Cook en 1962, y como miembro regular del elenco del programa de televisión satírico de BBC-TV, Not So Much a Programme, More a Way of Life, junto a Eleanor Bron y John Bird. Fortune y Bird también trabajaron juntos en el programa de televisión A Series of Birds en 1967, y Fortune y Bron escribieron y realizaron una serie de bocetos para Where Was Spring en 1969. En 1971, con John Wells, publicó el clásico de la comedia A Melon for Ecstasy, sobre un hombre que consumía su historia de amor con un árbol. Él apareció con Peter Sellers en un anuncio de Barclays Bank en 1980, poco antes de la muerte de Sellers.

## Otras lecturas
- Wells, John and Fortune, John (1971). Melon for Ecstasy. ISBN 1853754706.
- Bird, John and Fortune, John (1996). The Long Johns. Londres: Hutchinson. ISBN 0-09-180216-4.